# Équipe de France féminine espoir de kayak-polo
Pour les articles homonymes, voir Équipe de France de kayak-polo et Équipe de France.
L'équipe de France féminine espoir de kayak-polo est l'équipe féminine espoir qui représente la France dans les compétitions majeures de kayak-polo.
Elle est constituée par une sélection des meilleures joueuses françaises âgées de moins de 21 ans sous l'égide de la Fédération française de canoë-kayak.

## Joueuses actuelles
| Numéro | Nom                   | Club                                    |
| ------ | --------------------- | --------------------------------------- |
| 1      | Marie Abellard        | Canoë-club d'Avranches                  |
| 2      | Jeanne Coursin        | Canoë-club d'Avranches                  |
| 3      | Anaïs Bonamy          | ALCK Château Thébault                   |
| 4      | Charlotte Richard     | Club de Canoë-Kayak de Pont d'Ouilly    |
| 5      | Laura Saliou          | Canoë Kayak Club Acigné                 |
| 6      | Nine Meyer            | Club de Canoë-Kayak de Pont d'Ouilly    |
| 7      | Antigone Mérot-Hyrien | Canoë Kayak Club Acigné                 |
| 8      | Camille Bretecher     | Montpellier Université Club Canoë Kayak |

## Anciennes équipes
| Numéro | Nom               | Club                                    |
| ------ | ----------------- | --------------------------------------- |
| 1      | Marie Abellard    | Canoë Kayak Avranches                   |
| 2      | Elsa Baaziz       | Cluk CK de Sucé-sur-Erdre               |
| 3      | Angèle Garcia     | Canoë Kayak Avranches                   |
| 4      | Charlotte Richard | Club de canoë kayak de Pont d’Ouilly    |
| 5      | Laura Saliou      | Canoë kayak club Acigné                 |
| 6      | Élisa Langlois    | Club de canoë kayak de Pont d’Ouilly    |
| 7      | Gaëlle Bail       | ALCK Château Thébault                   |
| 8      | Camille Bretécher | Montpellier université club Canoë Kayak |

| Numéro | Nom                       | Club                                    |
| ------ | ------------------------- | --------------------------------------- |
| 1      | Coline Belkheir           | ALCK Château Thébault                   |
| 2      | Marion Robert (Gardienne) | Canoë Kayak Avranches                   |
| 3      | Angèle Garcia             | Canoë Kayak Avranches                   |
| 4      | Mathilde Benoist          | Canoë kayak club Acigné                 |
| 5      | Laura Saliou              | Canoë kayak club Acigné                 |
| 6      | Camille Meyer             | Club de canoë kayak de Pont d’Ouilly    |
| 7      | Gaëlle Bail               | ALCK Château Thébault                   |
| 8      | Camille Bretécher         | Montpellier université club Canoë Kayak |

Sélectionnée pour les championnats d'Europe 2019 organisés à Coimbra, l'équipe termine 3e face à l'Italie en petite finale. Un match qu'elle emporte 7 à 0. Gaëlle Bail marque deux fois, Coline Belkheir, Marion Robert, Angèle Garcia, Laura Saliou et Camille Meyer ont également marqué un but.
En 2020, report des Championnats du Monde 2020 causé par la pandémie de Covid-19.
| Numéro | Nom                   | Club                                 |
| ------ | --------------------- | ------------------------------------ |
| 1      | Coline Belkheir       | ALCK Château Thébaud                 |
| 2      | Marion Robert         | Canoë-club d'Avranches               |
| 3      | Angèle Garcia         | Canoë-club d'Avranches               |
| 4      | Faustine Grandin      | Club de Canoë-Kayak de Pont d'Ouilly |
| 5      | Céleste Louis         | Canoë-club d'Avranches               |
| 6      | Camille Meyer         | Club de Canoë-Kayak de Pont d'Ouilly |
| 7      | Clotilde Lemasle      | Canoë-club d'Avranches               |
| 8      | Tassia Konstantinidis | Ascpa Strasbourg                     |

| Numéro | Nom                   | Club                                 |
| ------ | --------------------- | ------------------------------------ |
| 1      | Coline Belkheir       | ALCK Château Thébaud                 |
| 2      | Marion Robert         | Canoë-club d'Avranches               |
| 3      | Angèle Garcia         | Canoë-club d'Avranches               |
| 4      | Faustine Grandin      | Club de Canoë-Kayak de Pont d'Ouilly |
| 5      | Céleste Louis         | Canoë-club d'Avranches               |
| 6      | Camille Meyer         | Club de Canoë-Kayak de Pont d'Ouilly |
| 7      | Clotilde Lemasle      | Canoë-club d'Avranches               |
| 8      | Tassia Konstantinidis | Ascpa Strasbourg                     |

| Numéro | Nom                       | Club                                    | Date de naissance |
| ------ | ------------------------- | --------------------------------------- | ----------------- |
| 1      | Alice Janecek (Capitaine) | Montpellier Université Club Canoë Kayak | 8 janvier 1993    |
| 2      | Julie Roux                | Montpellier Université Club Canoë Kayak | 29 décembre 1993  |
| 3      | Rapahëlle Burel           | Canoë Kayak Club Acigné                 | 22 mars 1995      |
| 4      | Audrey Westeel            | Canoë-Kayak Club de Saint Omer          | 16 avril 1994     |
| 6      | Éloïse Frigot             | Club de Canoë-Kayak de Pont d'Ouilly    | 8 novembre 1994   |
| 7      | Tiffany Bazin             | Canoë-club d'Avranches                  | 2 mai 1995        |
| 8      | Cécile Ringenbach         | Nantes Atlantique Canoë Kayak           | 23 juillet 1993   |

| Numéro | Nom               | Club                                    | Date de naissance |
| ------ | ----------------- | --------------------------------------- | ----------------- |
| ?      | Annie Chevalier   | Thury-Harcourt                          |                   |
| ?      | Lacombe Gaëlle    | E.N.S.Auch                              |                   |
| ?      | Jade Vassalo      | Montpellier Université Club Canoë Kayak |                   |
| ?      | Mélanie Konig     | Montpellier Université Club Canoë Kayak |                   |
| ?      | Lucie Perrin      | Canoë Kayak Club Acigné                 |                   |
| ?      | Maeva Ricoux      | Canoë Kayak Club Acigné                 |                   |
| ?      | Julie Sauvagé     | Canoë-Kayak Club de Saint Omer          |                   |
| ?      | Mélissa Ledormeur | Niagara Canoë Kayak Club                |                   |